# 木村宗明
木村 宗明（きむら むねあき）は安土桃山時代から江戸時代前期にかけての武将。前田氏、豊臣氏の家臣で知行は1000石。木村重成の叔父にあたる。

## 経歴
前田利長に仕え小姓や使者を務める。知行は1200石とも2000石とも伝わる。
大坂の陣では前田利常の許しを得て豊臣方に属し、物頭として25騎を預かると共に重成の補佐を務めた。冬の陣では大野治長、大坂七手組らと共に鴫野の戦いに参加（『大坂御陣覚書』）。夏の陣における若江の戦いでは左翼を務めたが丹羽長重隊の老兵丹羽秀重備などに敗北し総大将の木村重成、山口弘定、内藤長秋、青木久矩、平塚為景、川崎勝宣らが討死すると追尾してくる敵勢を押し返しながら大坂城まで撤退した。天王寺・岡山の戦いでは湯浅正寿らと共に天王寺方面に布陣し徳川軍と戦ったが大坂が落城すると加賀国まで落ち延びた。利常のもとに戻り苗字を中村に改め隠居し寛永14年（1637年）に病死（『土屋知貞私記』によると大坂入城時の年齢が44~45歳となっているため66~67歳で亡くなったとされる。）した。子孫は前田家の家臣として続いた

## 大坂の陣における軍装
洗革の鎧に頭形の筋兜をつけ、日ノ丸の羽織を着用。白地に八幡と大文字で書かれた旗を掲げて200騎余りを指揮した（『難波戦記』）。